# Баженов Анатолій Іванович
Анато́лій Іва́нович Баже́нов (2 грудня 1945 , Дніпро ) — український скрипаль і музичний педагог.

## Біографія

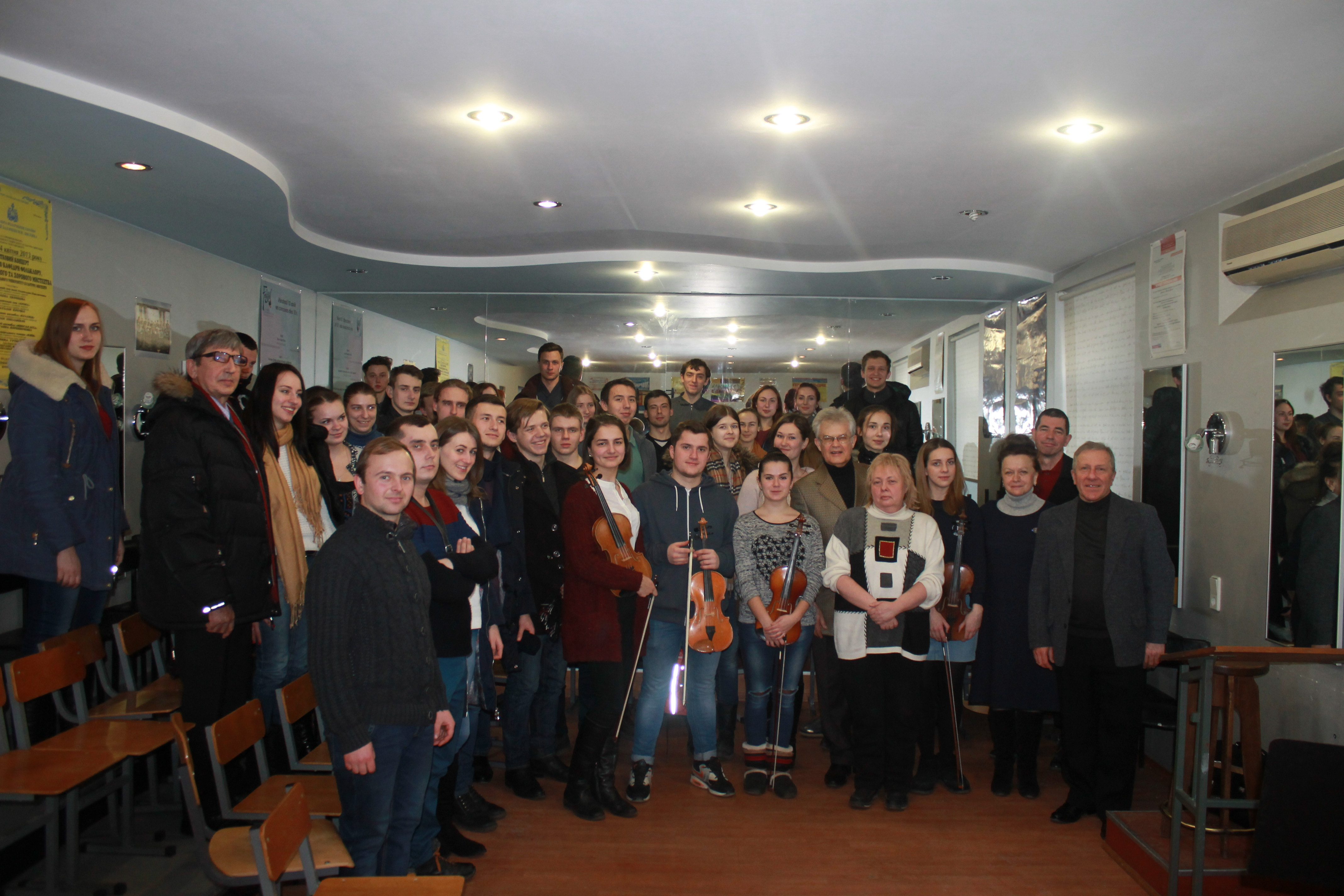
Анатолій Баженов дає майстер-клас в КНУКіМ. 26 січня 2017

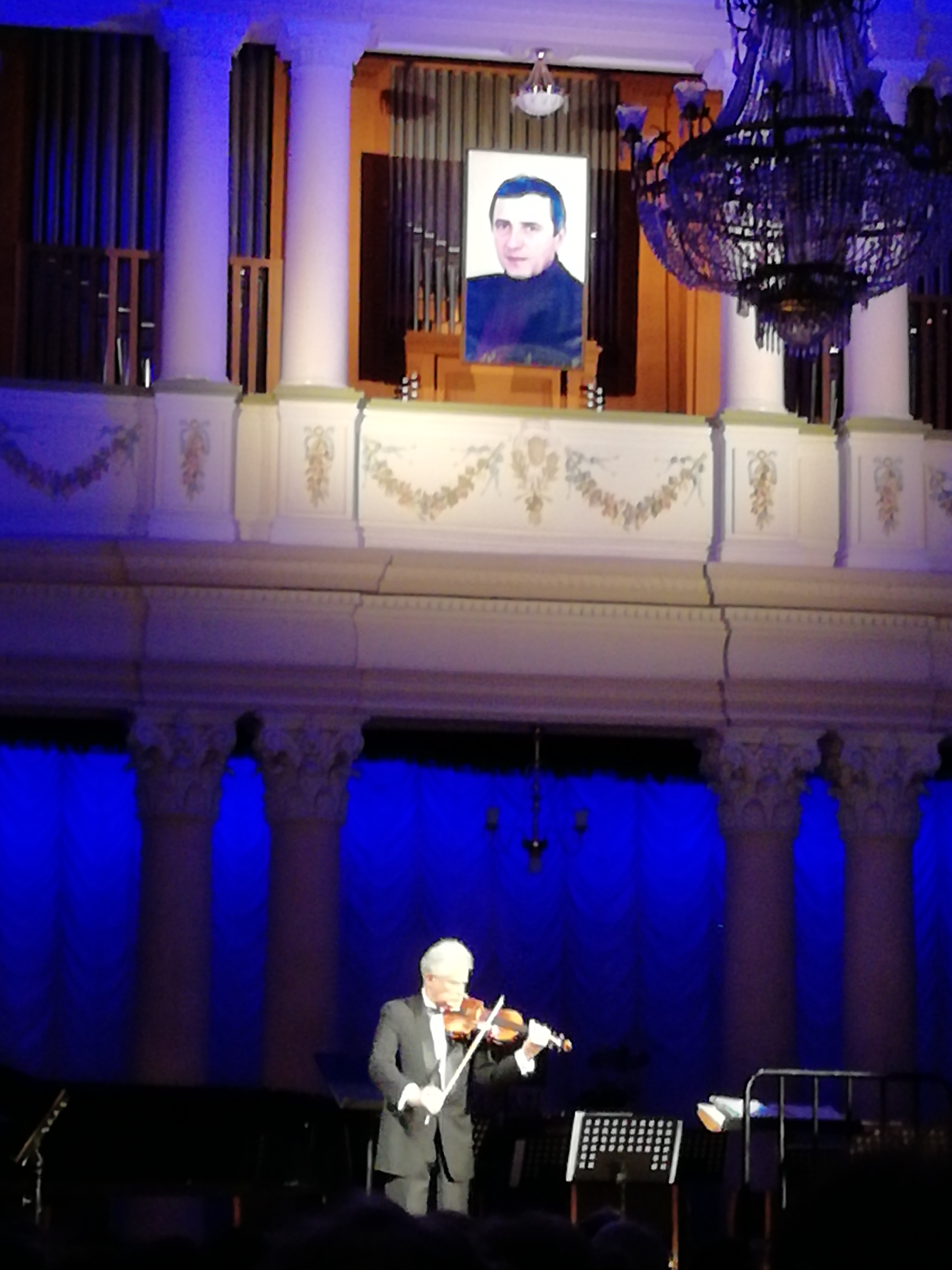
Анатолій Баженов в Національній філармонії на концерті до 75-річчя Івана Карабиця. 17 січня 2020

Анатолій Баженов народився 2 грудня 1945 року в Дніпропетровську. Батько — Іван Семенович Баженов — був контрабасистом в оркестрі Дніпропетровської філармонії.
Навчався в Дніпропетровському музичному училищі у класі Матвія Лібермана, яке закінчив у 1963 році.
У 1968 році закінчив Московську консерваторію (клас Бориса Бєлєнького), 1971 року — асистентуру-стажування при Київській консерваторії (клас Олега Криси).
У 1968—1969 роках — артист Державного симфонічного оркестру УРСР.
З 1970 року — перша скрипка струнного квартету імені Миколи Лисенка (Київ).
Займається викладацькою діяльністю: з 1983 — викладач (з 1990 року — доцент, з 1995 — професор), а з 2009 до 2014 — завідувач кафедри скрипки Національної музичної академії України імені Петра Чайковського.

## Виконавська діяльність
Скрипаль гастролює і проводить майстер-класи у США, Канаді, Німеччині, Великій Британії, Фінляндії, Франції, Польщі, Алжирі, Японії, на Кубі, в Данії, Ірані, Туреччині.
У репертуарі музиканта твори Людвіга ван Бетховена, Петра Чайковського, Дмитра Шостаковича, Василя Барвінського, Дмитра Бортнянського, Юрія Іщенка, Віталія Кирейка, Дмитра Клебанова, Миколи Колесси, Бориса Лятошинського, Євгена Станковича, Андрія Штогаренка, Ігора Шамо, у тому числі вперше в Україні — твори Джузеппе Камбіні, Отторіно Респігі, Джана Франческо Маліп'єро, Альфреда Шнітке.
Анатолій Баженов став першим виконавцем багатьох творів українських композиторів: Бориса Лятошинського, Євгена Станковича, Мирослава Скорика, Володимира Зубицького, Валентина Сильвестрова, Івана Карабиця та інших.
Музикант зробив записи для фондів Українського радіо, 25 платівок фірми «Мелодія», численних компакт-дисків.
Скрипаль грає на інструменті, виготовленому у 1739 році італійським майстром Фердінандо Гальяно.

## Сім'я
- Дружина — Наїда Магомедбекова — піаністка, заслужений діяч мистецтв України, заслужена артистка Дагестану[ru], викладач Київської консерваторії.
- Дочка — Катерина Баженова — піаністка, концертмейстер, заслужена артистка України, солістка Національного будинку органної і камерної музики України.
- Син — Олександр Баженов — скрипаль.

## Звання та премії
- Заслужений артист УРСР (1973).
- Народний артист УРСР (1989).
- Дипломант всесоюзного (1969, Ленінград) і міжнародного (1972, «Празька весна») конкурсів.
- Державна премія УРСР імені Тараса Шевченка (1977) — за концертні програми 1974—1976 рр.[1]
- Орден «За заслуги» ІІ (2015)[2] та ІІІ (2011)[3] ступенів — за значний особистий внесок у розвиток національної культури і мистецтва, вагомі творчі здобутки та високу професійну майстерність.